# أبو شجاع محمد الأشرف
أبو شجاع محمد الأشرف بن محمد بن علي بن خلف كان وزيرًا للخليفة الفاطمي المستنصر بالله في مناسبتين قصيرتين في 1064-1065.
تاريخ ميلاد أبو شجاع غير معروف. كان ابن الوزير البويهي فخر الملك، الذي أعدمه الأمير البويهي سلطان الدولة في عام 1016. ويؤكد المؤرخون على الثروة الهائلة التي كانت تمتلكها عائلته، فضلًا عن نزاهته ومهارته. شغل منصب وزير المستنصر أثناء فوضى الشدة المستنصرية، لمدة يومين فقط في كانون الأول 1064 ومرة أخرى من كانون الثاني إلى شباط 1065 م. وكان يحمل ألقاب الأجلّ والمُعظم ولُقب بلقب والده فخر المُلك.
عندما دُعي بدر الجمالي لتولي الوزارة من المستنصر في عام 1073، غادر أبو شجاع إلى الشام، لكن بدر الجمالي اعترض طريقه وأعدمه.